# Hāmākua
Hāmākua est un district du comté d'Hawaï, sur l'île du même nom, aux États-Unis. Il couvre le flanc est du Kohala, les flancs nord et sud du Mauna Kea et le flanc nord du Mauna Loa, trois des cinq grands volcans de l'île.